# Кроче, Бальдассаре
Бальдассаре Кроче (итал. Baldassare Croce, 1558, Болонья — 8 ноября 1628, Рим) — итальянский живописец периода маньеризма по прозванию «Il Baldassarino», работавший главным образом в Риме.
Впервые его имя упоминается в 1575 году в Болонье, где он обучался у таких художников-маньеристов, как Лоренцо Саббатини, Орацио Самаккини, Пеллегрино Тибальди и Денис Калверт. В 1581 году переехал в Рим.
Предположительно, в Риме был учеником Бартоломео Пассаротти. Специализировался по фресковым росписям. На его творчество оказали влияние известные художники болонской школы: Аннибале Карраччи и Гвидо Рени. Некоторое время он жил в Риме при понтификате Григория XIII, который привлекал художника для работ в Ватикане.
Бальдассаре Кроче писал фрески в ватиканском дворце Бельведер, в кортиле ди Сан-Дамазо (1576—1577) и в «Галерее карт» (1580—1583) под руководством Джироламо Муциано и Чезаре Неббиа. Расписывал капеллу Сан-Франческо в церкви Иль-Джезу, осуществлял росписи в базиликах Сан-Джованни-ин-Латерано и Сан-Джакомо-дельи-Спаньоли. Он написал шесть больших композиций вдоль нефа церкви Санта-Сузанна на темы жизни Святой Сусанны. Бальдассаре Кроче работал под руководством Чезаре Неббиа и Джованни Герра в оформлении фресками Скала Санта в Риме. Писал фрески в Палаццо деи Приори в Витербо. С 1581 года был членом Академии Святого Луки, а в январе 1628 года был избран её президентом (принцем). В 1584 году стал членом «Папской академии литературы и изящных искусств виртуозов при Пантеоне».